# Colombia en los Juegos Olímpicos de la Juventud 2014
[actualizar]
Colombia participó en los Juegos Olímpicos de la Juventud 2014 en Nankín, China del 16 al 28 de agosto de 2014. El Comité Olímpico Colombiano fue el responsable de este equipo olímpico, convirtiéndose en la segunda participación de Colombia en este torneo, luego de la edición del 2010 en Singapur.

## Halterofilia
Colombia ha clasificado dos atletas para la disciplina de Halterofilia:
- Evento masculino - 1 atleta
- Evento femenino - 1 atleta